# Râul Ierul Morii
Râul Ierul Morii este un curs de apă, afluent al râului Rât